# Parque nacional de Los Altos de Nsork
Der Parque nacional de Los Altos de Nsork (englisch Altos de Nsork National Park, dt.: Nationalpark der Höhen von Nsork) ist ein Nationalpark in Äquatorialguinea. Er wurde 1988 durch ein Gesetz gegründet und 2000 eingerichtet. Der Park umfasst ein Gebiet von 700 km². Der Park liegt im äußersten Südwesten von Äquatorialguinea und schützt die Wälder und die Tierwelt der Gabun-Region, neben vielem anderem Schimpansen und Gorillas.

## Geographie
Der Park liegt in der Provinz Wele-Nzas im Distrikt Nsork. Er wird im Osten und Süden von größeren Verbindungsstraßen begrenzt. Im Westen bildet der Fluss Abanga die Grenze. Laut dem Gesetz Nº 8/1988 bilden die Grenzen im Norden die Straße Ebomicú-Aconibe, im Osten die Straße Nsork-Ebomicú und im Süden die Straße Nsork-Alum.
Das Gebiet ist von hügeligem Hochland geprägt mit einer ausgeprägten Terrassierung. Es gibt zahlreiche Felsformationen und Flüsse. Auf dem Gebiet liegen noch kleinere Orte des Volkes der Fang. Vor allem im Süden des Gebietes gibt es besonders markante Berge wie Piedra Macula, Piedra Abeng, Piedra Akoasekira, in der Nähe der gleichnamigen Siedlung, oder Mbula und Yangan und Nsama.
Nennenswerte Flüss sind Abanga, Nkan, Ntea, Ncomo, Nvam, Dong, Chimi und Bilea.
Die Berge bestehen aus Granit und Gneis.

## Klima
Nach dem Köppen-Geiger-System zeichnet sich durch ein tropisches Klima mit der Kurzbezeichnung Am aus.
Der Niederschlag beträgt zwischen 2 und 3 m Es gibt vier Jahreszeiten, die sich allerdings nur gering voneinander unterscheiden.

## Vegetation
Das Gebiet ist zum großen Teil von dichtem äquatorialen Regenwald bedeckt und es gibt starke Einflüsse der Gabun-Wälder. Vorherrschend sind die Arten: Okumé Aucoumea klaineana, Ebap Santiria trimera, Esula Plagiostyles africana, Ekun Coelocaryon preussii, Abing Petersianthus macrocarpus, Asam Uapaca guineensis, Atom Dacryodes macrophylla und Ewomo Coula edulis.

## Fauna
Der Park dient dem Schutz der Tierwelt der Gabun-Wälder, Schimpansen, Gorillas, Schwarzer Stummelaffe, Mandrill, Waldelefant, Rotbüffel, Sitatunga und Pinselohrschwein.

## Bevölkerung
Im Allgemeinen lebt die Bevölkerung des Gebiets von der Subsistenzwirtschaft. Da es keine Straßen gibt, existieren nur unauffällige Pfade durch den Dschungel, die es vor allem illegalen Jägern erleichtern zu wildern. In den umliegenden Orten gibt es zahlreiche Märkte für Bushmeat.

## Gesetzliche Regelungen, Verwaltung
Das Schutzgebiet wurde zum Schutz der Fauna geschaffen und soll Jagdbeschränkungen durchsetzen. Darüber hinaus gibt es wenige gesetzliche Vorgaben für das Gebiet und es gibt auch noch kaum wissenschaftliche Arbeiten über die Biodiversität des Gebiets.
Bisher wurden auch kaum weitere Schritte unternommen um den Schutz zu gewährleisten.
In einer Information zum Inventarisierung des Waldes hat Kometter bereits 1991 darauf hingewiesen, wie fragil die hydrografische Situation ist und dass diese Kontinentalregion besondere Aufmerksamkeit verdient.